# Rugby-Union-Südamerikameisterschaft 2006
Die Rugby-Union-Südamerikameisterschaft 2006 (spanisch Sudamericano de Rugby 2006) der Division A war die 28. Ausgabe der südamerikanischen Kontinentalmeisterschaft in der Sportart Rugby Union. Teilnehmer waren die Nationalmannschaften von Argentinien, Chile und Uruguay. Das Turnier zählte gleichzeitig als Qualifikation für die Weltmeisterschaft 2007. Den Titel gewann zum 27. Mal Argentinien.
Im selben Jahr fand der Wettbewerb der Division B statt, der fünf weitere Nationalteams aus Brasilien, Costa Rica, Kolumbien, Peru und Venezuela umfasste. Diese Spiele wurden in der venezolanischen Hauptstadt Caracas ausgetragen.

## Division A

### Tabelle
Für einen Sieg gab es drei Punkte, für ein Unentschieden zwei Punkte, bei einer Niederlage einen Punkt.
|    | Land        | Spiele | Siege | Unent. | Ndlg. | Spiel- punkte | Diff. | Tabellen- punkte |
| -- | ----------- | ------ | ----- | ------ | ----- | ------------- | ----- | ---------------- |
| 1. | Argentinien | 2      | 2     | 0      | 0     | 86:13         | + 73  | 6                |
| 2. | Uruguay     | 2      | 1     | 0      | 1     | 43:41         | + 2   | 4                |
| 3. | Chile       | 2      | 0     | 0      | 2     | 28:103        | − 75  | 2                |

### Ergebnisse
| 1. Juli 2006 | Chile                                                                   | 13 : 60        | Argentinien | Prince of Wales Country Club, Santiago de Chile Zuschauer: 5000 Schiedsrichter: Matt Goddard (Australien) |
| 1. Juli 2006 | Versuche: Gajardo Erhöhungen: Berti Straftritte: Berti Dropgoals: Berti | (0:17) Bericht | Versuche: Avramovic Borges Carballo Carizza Gambarini Ledesma (2) Leguizamón Scelzo Serra Erhöhungen: Serra Todeschini (4) | Prince of Wales Country Club, Santiago de Chile Zuschauer: 5000 Schiedsrichter: Matt Goddard (Australien) |

| 8. Juli 2006 | Argentinien                                                                  | 26 : 0         | Uruguay | La Catedral (CA San Isidro), Buenos Aires Zuschauer: 3000 Schiedsrichter: Nigel Owens (Wales) |
| 8. Juli 2006 | Versuche: Avramovic (2) Erhöhungen: Avramovic (2) Straftritte: Avramovic (4) | (12:0) Bericht |         | La Catedral (CA San Isidro), Buenos Aires Zuschauer: 3000 Schiedsrichter: Nigel Owens (Wales) |

| 22. Juli 2006 | Uruguay | 43 : 15        | Chile                                                     | Estadio Gran Parque Central, Montevideo Schiedsrichter: Craig Joubert (Südafrika) |
| 22. Juli 2006 | Versuche: Álvarez Zerbino Conti Grillé (2) Menchaca Pérez Erhöhungen: Menchaca (2) Straftritte: Menchaca (3) | (25:3) Bericht | Versuche: Berti Coda Erhöhungen: Berti Straftritte: Berti | Estadio Gran Parque Central, Montevideo Schiedsrichter: Craig Joubert (Südafrika) |

## Division B

### Tabelle
Für einen Sieg gab es drei Punkte, für ein Unentschieden zwei Punkte, bei einer Niederlage einen Punkt.
|    | Land       | Spiele | Siege | Unent. | Ndlg. | Spiel- punkte | Diff. | Tabellen- punkte |
| -- | ---------- | ------ | ----- | ------ | ----- | ------------- | ----- | ---------------- |
| 1. | Brasilien  | 4      | 4     | 0      | 0     | 193:16        | + 177 | 12               |
| 2. | Kolumbien  | 4      | 3     | 0      | 1     | 96:57         | + 39  | 10               |
| 3. | Venezuela  | 4      | 2     | 0      | 2     | 101:53        | + 48  | 8                |
| 4. | Peru       | 4      | 1     | 0      | 3     | 44:68         | − 24  | 6                |
| 5. | Costa Rica | 4      | 0     | 0      | 4     | 8:238         | − 230 | 4                |

### Ergebnisse
| 14. Oktober 2006 | Brasilien | 36 : 10 | Peru | Ciudad Universitaria, Caracas |
| 14. Oktober 2006 |           |         |      | Ciudad Universitaria, Caracas |

| 14. Oktober 2006 | Venezuela | 70 : 0 | Costa Rica | Ciudad Universitaria, Caracas |
| 14. Oktober 2006 |           |        |            | Ciudad Universitaria, Caracas |

| 16. Oktober 2006 | Brasilien | 95 : 0 | Costa Rica | Ciudad Universitaria, Caracas |
| 16. Oktober 2006 |           |        |            | Ciudad Universitaria, Caracas |

| 16. Oktober 2006 | Venezuela | 22 : 28 | Kolumbien | Ciudad Universitaria, Caracas |
| 16. Oktober 2006 |           |         |           | Ciudad Universitaria, Caracas |

| 18. Oktober 2006 | Kolumbien | 42 : 5 | Costa Rica | Ciudad Universitaria, Caracas |
| 18. Oktober 2006 |           |        |            | Ciudad Universitaria, Caracas |

| 18. Oktober 2006 | Venezuela | 6 : 0 | Peru | Ciudad Universitaria, Caracas |
| 18. Oktober 2006 |           |       |      | Ciudad Universitaria, Caracas |

| 20. Oktober 2006 | Brasilien | 37 : 3 | Kolumbien | Ciudad Universitaria, Caracas |
| 20. Oktober 2006 |           |        |           | Ciudad Universitaria, Caracas |

| 20. Oktober 2006 | Costa Rica | 3 : 31 | Peru | Ciudad Universitaria, Caracas |
| 20. Oktober 2006 |            |        |      | Ciudad Universitaria, Caracas |

| 22. Oktober 2006 | Kolumbien | 23 : 3 | Peru | Ciudad Universitaria, Caracas |
| 22. Oktober 2006 |           |        |      | Ciudad Universitaria, Caracas |

| 22. Oktober 2006 | Venezuela | 3 : 25 | Brasilien | Ciudad Universitaria, Caracas |
| 22. Oktober 2006 |           |        |           | Ciudad Universitaria, Caracas |